# Lasy Panewnickie
Lasy Panewnickie – kompleks leśny znajdujący się na granicy Katowic, Mikołowa, Rudy Śląskiej i Chorzowa, stanowi północny przyczółek dawnej dziedziny książąt pszczyńskich − Lasów Pszczyńskich (Puszcza Śląska), obecnie w Leśnym pasie ochronnym GOP.
Lasy Panewnickie zarządzane są przez Nadleśnictwo Katowice z Regionalnej Dyrekcji Lasów Państwowych w Katowicach (leśnictwa: Zadole, Panewnik i Śmiłowice). Na terenie lasów znajduje się Zespół przyrodniczo-krajobrazowy „Uroczysko Buczyna” oraz zbiornik wodny Starganiec (dawny ośrodek wodno-rekreacyjny katowickiej huty „Baildon”). Przez lasy przepływają: Kłodnica, Ślepotka i Potok Jamna.
Przed II wojną światową zbudowano na terenie Lasów Panewnickich polowe schrony piechoty, tzw. „Urbany”. Stanowiły część południowego skrzydła Obszaru Warownego „Śląsk” (odcinek „Mikołów”). Ostatnią inspekcję przeprowadził w kwietniu 1939 dowódca Armii „Kraków” gen. bryg. Antoni Szylling. W Lasach Panewnickich w 1939 rozstrzeliwano i chowano skrycie powstańców śląskich i harcerzy. Pomniki upamiętniające te egzekucje znajdują się w lesie oraz na cmentarzu komunalnym w Ligocie − Pomnik Obrońców Katowic. Przez Lasy Panewnickie przebiega Szlak Bohaterów Wieży Spadochronowej. W Lasach Panewnickich w bunkrze-ziemiance ukrywali się w latach 1943-1944 partyzanci katowickiego inspektoratu Armii Krajowej z oddziału ppor Wiesława Andryszaka pseud. „Wieś”. Zdekonspirowaną kryjówkę 9 lutego 1944 Niemcy wysadzili wrzucając do niej granaty i zabijając przebywających w niej 3 AK-owców, a raniąc czwartego. W 1994 w jej miejscu ustawiono głaz-pomnik.
Z odpadów produkowanych przez kopalnię „Halemba” z Rudy Śląskiej, począwszy od lat 60. XX w., usypana została tzw. Hałda Panewnicka. Ma wysokość ok. 12 metrów i zajmuje powierzchnię ok. 100 hektarów. W ramach unijnego Programu Operacyjnego Infrastruktura i Środowisko, kosztem 30 mln zł, do 2026 planuje się rewitalizację tego terenu i likwidację hałdy. Hałda była eksploatowana przez miłośników quadów i sportów motorowych.
Przez Lasy Panewnickie przebiegają również Szlak Dwudziestopięciolecia PTTK oraz Szlak Krawędziowy GOP. Na terenie lasów wytyczone są trasy rowerowe (numery 2, 5 oraz 122).
W grudniu 2013 otwarto drogowy łącznik, prowadzący z ulicy Panewnickiej w Katowicach do Chorzowa Batorego, przechodzący przez północną część Lasów Panewnickich, w pobliżu Czarnego Stawu.
Na terenie lasów od 2012 odbywa się organizowany przez Akademię Wychowania Fizycznego im. Jerzego Kukuczki w Katowicach cykliczny Panewnicki Dziki Bieg.